# Guillaume Burger
Guillaume Burger (Schiltigheim, 25 de enero de 1989) es un deportista francés que compitió en piragüismo en la modalidad de aguas tranquilas.
Ganó dos medallas en el Campeonato Mundial de Piragüismo de 2009 y una medalla de bronce en el Campeonato Europeo de Piragüismo de 2022.

## Palmarés internacional
| Campeonato Mundial | Campeonato Mundial | Campeonato Mundial | Campeonato Mundial |
| Año                | Lugar              | Medalla            | Competición        |
| ------------------ | ------------------ | ------------------ | ------------------ |
| 2009               | Dartmouth (Canadá) | Medalla de plata   | K4 1000 m          |
| 2009               | Dartmouth (Canadá) | Medalla de bronce  | K1 4 × 200 m       |
| Campeonato Europeo |                    |                    |                    |
| Año                | Lugar              | Medalla            | Competición        |
| 2022               | Múnich (Alemania)  | Medalla de bronce  | K4 500 m           |